# 키요우라 나츠미
키요우라 나츠미(清浦夏実, 1990년~)는 일본의 가수, 배우이다. 밴드 TWEEDEES의 보컬이다. 지바현 출신으로 제23대 내각총리대신 기요우라 게이고의 현손이다.